# Cerkev svetega Križa, Varšava
Cerkev svetega Križa (poljsko Bazylika Świętego Krzyża) je rimskokatoliška bogoslužna hiša v središču Varšave na Poljskem. Stoji na Krakowskie Przedmieście, nasproti glavnega kampusa Varšavske univerze. Je ena najpomembnejših baročnih cerkva v poljski prestolnici, v njeni notranjosti pa je shranjeno balzamirano srce skladatelja Frédérica Chopina. Cerkev svetega Križa trenutno upravljajo menihi, ki pripadajo kongregaciji misijona Vincencija Pavelskega.

## Zgodovina
Že v 15. stoletju je bila tukaj postavljena majhna lesena kapela svetega Križa. Leta 1526 so kapelo porušili in postavili novejšo cerkev. Cerkev, ki jo je leta 1615 obnovil in razširil Paweł Zembrzuski, je bila premajhna, da bi zadostila potrebam rastočega mesta. Sprva je stala daleč zunaj mestnih meja, do 17. stoletja pa je postala ena glavnih cerkva v južnem predmestju (przedmieście) mesta, ki je leta 1596 postalo glavno mesto Poljske.
Leta 1653 je kraljica Marija Ludovika Gonzaga cerkev podarila francoskemu redu misijonarjev Vincencija Pavelskega. Vendar pa je tri leta pozneje Varšavo med potopom zavzela švedska vojska. Cerkev je bila oropana in nepopravljivo poškodovana. Med vladavino kralja Jana III. Sobieskega so ostanke cerkve porušili in odločili so se, da bodo postavili novo svetišče. V 18. stoletju je to postalo izvor tradicije gorzkie žale.
Glavna stavba je bila zgrajena med letoma 1679 in 1696. Njen glavni oblikovalec je bil Józef Szymon Bellotti, kraljevi arhitekt na kraljevem dvoru Poljske. Financirala sta jo opat Kazimierz Szczuka in poljski primas Michał Stefan Radziejowski. Fasada je bila relativno skromna in je spominjala na renesančne fasade bližnjih cerkva. Dva stolpa, ki obdajata fasado, sta bila sprva kvadratnega reza. Med letoma 1725 in 1737 sta bila postavljena dva poznobaročna naglavna okrasja Józefa Fontane. Samo fasado je prenovil Fontanov sin Jakub (leta 1756) in jo okrasil s kipi Jana Jerzyja Plerscha.
Od leta 1765 je bila cerkev ena najbolj obiskanih poljskih kraljev Stanislava II. Avgusta. Tam je kralj ustanovil tudi red sv. Stanislava in ga vsako leto 8. maja podelil zvestim služabnikom. 3. maja 1792 se je tam zbral poljski parlament ob prvi obletnici ustave 3. maja. Med Varšavsko vstajo leta 1794 so bile stopnice, ki so vodile do glavnega vhoda, uničene in jih je bilo treba zamenjati z novimi, ki jih je zasnoval Chrystian Piotr Aigner.
Med delitvami okrožja je cerkev pridobila velik pomen, zlasti po demonstracijah leta 1861 pred njo, ki so jih brutalno zatrle ruske kozaške čete, kar je sprožilo vstajo januarja 1863.
Na božič 1881 je izbruh panike po lažnem alarmu zaradi požara v natrpani cerkvi povzročil stampedo, v katerem je umrlo devetindvajset ljudi. Jude so krivili za začetek panike, kar je povzročilo varšavski pogrom leta 1881.
Konec 19. stoletja je bila notranjost cerkve nekoliko prenovljena, leta 1882 pa je bila v steber vzidana žara s srcem Frédérica Chopina. Nekaj desetletij pozneje je bila dodana podobna žara s srcem Władysława Reymonta. Leta 1889 je bilo rekonstruirano zunanje stopnišče, ki je vodilo do glavnega vhoda in dodan je bil kip Kristusa, ki nosi križ, delo Piusa Welońskega. Na kipu je napis Sursum Corda (»Dvignite svoja srca«), ki simbolizira vztrajnost Poljakov pod rusko delitvijo. Poleg žar, ki vsebujejo srca nekaterih najbolj znanih poljskih umetnikov, je tukaj tudi več epitafov drugim pomembnim Poljakom s konca 19. in začetka 20. stoletja, vključno z Juliuszom Słowackijem, Józefom Ignacyjem Kraszewskim, Bolesławom Prusom in Władysławom Sikorskim.

## Uničenje in obnova
Med Varšavsko vstajo leta 1944 je bila cerkev močno poškodovana. 6. septembra 1944, ko so Nemci v cerkvi detonirali dve veliki gosenični minski enoti Goliath (običajno sta nosili 75–100 kg eksploziva), je bila uničena fasada, skupaj s številnim baročnim pohištvom, obokom, glavnim oltarjem in stranskimi oltarji. Nato so Nemci januarja 1945 cerkev razstrelili.
Med letoma 1945 in 1953 je cerkev v poenostavljeni arhitekturni obliki obnovil B. Zborowski. Notranjost je bila rekonstruirana brez baročnih polikromov in fresk. Glavni oltar je bil rekonstruiran med letoma 1960 in 1972.
Tradicionalno se med mednarodnim klavirskim tekmovanjem Chopin 17. oktobra – na dan smrti Frédérica Chopina – v cerkvi obhaja slovesna maša, med katero se v skladu s skladateljevo željo izvede Rekviem Wolfganga Amadeusa Mozarta.

## Pokopi
Frédéric Chopin (1810–1849): Njegovo srce je pokopano v cerkvi. Njegovo telo je pokopano na pokopališču Père Lachaise v Parizu.

## Zanimivosti
Cerkev svetega Križa in njeni vrtovi (ki danes ne obstajajo in jih zaseda stavba finančnega ministrstva) so dali ime ulici Świętokrzyska, eni najvidnejših ulic v središču Varšave.
Po podpisu Gdanskih sporazumov med Solidarnostjo in komunistično vlado Ljudske republike Poljske leta 1980 je bilo odločeno, da se maša po vsej državi prenaša prek državnega radia. Od takrat se maša v cerkvi tedensko snema za prenos.